# 33 (фільм)
«33» (англ. The 33; ісп. Los 33) — драматичний фільм 2015 року спільного виробництва США, Колумбії та Чилі. Фільм заснований на реальній події — аварії на шахті Сан-Хосе у Чилі у 2010 році, коли 33 гірники провели під землею 69 днів.

## Сюжет
У шахті Сан-Хосе на півночі Чилі щодня трудяться гірники, ризикуючи своїм здоров'ям і навіть життям. Вся справа в тому, що шахта почала свою роботу ще в дев'ятнадцятому столітті і тепер перебуває в дуже поганому стані, а її власник не вживає ніяких заходів для того, щоб це виправити. Незабаром звичайний робочий день закінчується справжньою трагедією: в руднику відбувається обвал, який відрізає гірників від єдиного виходу, що знаходиться за 5 км від них. Тепер, перебуваючи під землею на глибині 700 м, гірники починають вести відчайдушну боротьбу за виживання. Робочим вдалося дістатися до рятувальної камери. До загального розчарування, вони виявили, що радіопередавач несправний, в аптечці немає потрібних медикаментів, а вентиляційні стовбури, які давали надію на порятунок, також зруйновані. В цей момент Маріо Сепульведа вирішив взяти на себе роль лідера, щоб по-братськи розділити нечисленні залишки їжі і запобігти настільки небажаному спалаху неконтрольованих емоцій.

## У ролях
| Актор               | Роль                                                                |
| ------------------- | ------------------------------------------------------------------- |
| Антоніо Бандерас    | Маріо Сепульведа                                                    |
| Родріго Санторо     | міністр Лоренс Голборн                                              |
| Жульєт Бінош        | Марія Сеговія                                                       |
| Джеймс Бролін       | Джефф Гарт, бурильник, який контролює операцію з порятунку шахтарів |
| Лу Даймонд Філліпс  | Луїс Урзуа, старший зміни                                           |
| Маріо Касас         | Алекс Вега, шахтар                                                  |
| Гебріел Бірн        | Андре Сугаррет, інженер                                             |
| Боб Ґантон          | Себастьян Піньєра, президент Чилі                                   |
| Адріана Барраса     | Марта Салінас                                                       |
| Кейт дель Кастільйо | Кеті Вальдівія де Сепульведа                                        |
| Коте де Пабло       | Джессіка Вега                                                       |
| Хуан Пабло Раба     | Даріо Сеговія                                                       |
| Джейкоб Варгас      | Едісон Пенья                                                        |
| Наомі Скотт         | Іскарлетт Сепульведа                                                |
| Марко Тревіно       | Хосе Енрікес, пастор шахтарів                                       |
| Оскар Нунез         | Йонні Барріос                                                       |
| Алехандро Гойк      | Франклін Лобос                                                      |